# Liste der Bundeswehrstandorte in Baden-Württemberg
Die Liste der Bundeswehrstandorte in Baden-Württemberg zeigt alle derzeit aktuellen Standorte, in denen Einheiten oder Posten der Bundeswehr im Bundesland Baden-Württemberg stationiert sind. Verlegungen der Einheiten zu anderen Standorten, Umbenennung und Auflösungen sowie Schließungen von Liegenschaften bzw. Standorten, sind in Klammern beschrieben. Die Abkürzungen, welche in Klammern hinter der jeweiligen Dienststelle bzw. Teilen von einer solchen aufgeführt sind, kennzeichnen die Zugehörigkeit zur jeweiligen Teilstreitkraft bzw. zum jeweiligen Organisationsbereich und stehen für:
1. Teilstreitkräfte und Zentrale Organisationsbereiche:
Heer (H),
Luftwaffe (L),
Marine (M),
Streitkräftebasis (SKB),
Cyber- und Informationsraum (CIR),
Zentraler Sanitätsdienst (ZSan).
2. Organisationsbereich Ausrüstung, Informationstechnik und Nutzung (AIN).
3. Organisationsbereich Personal (P).
4. Organisationsbereich Infrastruktur, Umweltschutz und Dienstleistungen (IUD).
Die Abkürzung ZMZ steht für die Zivil-Militärische Zusammenarbeit. Verbindungs-Dienststellen der ZMZ sind teilaktiv. Sie werden durch einen Stabsoffizier geführt, welcher als Vertreter der Bundeswehr im Kreis bzw. im Regierungsbezirk fungiert. Er ist mit dem Truppenausweis als Dienstausweis ausgerüstet.
Die Liste enthält außerdem Standorte, die von der Bundeswehr wegen ihrer geringen Dienstpostenanzahl offiziell nicht mehr als „Bundeswehrstandort“ bezeichnet werden. Jedoch sind dort weiterhin Bundeswehrangehörige stationiert. Die Standorte verbleiben lediglich zu Informationszwecken in der Liste. Sie sind in der Auflistung mit dem Zusatz „weniger als 15 Dienstposten“ versehen.

## Standorte
- Baden-Baden (weniger als 15 Dienstposten)
  - Güteprüfstelle Bundeswehr Freiburg (AIN)

- Bruchsal
  - General-Dr.-Speidel-Kaserne
    - ABC-Abwehrkommando der Bundeswehr (SKB)
    - ABC-Abwehrbataillon 750 (ZMZ) (SKB)
    - ABC-Abwehrbataillon 907 (na) (SKB)
    - 6./Feldjägerregiment 3 (SKB)
    - Sportfördergruppe der Bundeswehr Bruchsal (SKB)
    - Sanitätsversorgungszentrum Bruchsal (ZSan)
    - Bundeswehr-Dienstleistungszentrum Bruchsal (IUD)
    - Heimatschutzkompanie Oberrhein (na)
    - weitere kleine Dienststellen

- Calw
  - Graf-Zeppelin-Kaserne
    - Kommando Spezialkräfte (H)
    - weitere kleine Dienststellen

- Donaueschingen
  - Fürstenberg-Kaserne
    - Jägerbataillon 292 (H)
    - Deutscher Anteil 3./Deutsch-Französisches Versorgungsbataillon (H)
    - Sanitätsversorgungszentrum Donaueschingen (ZSan)
    - weitere kleine Dienststellen

- Dornstadt
  - Rommel-Kaserne
    - Sanitätsregiment 3 (ZMZ) (ZSan)
    - Kraftfahrausbildungszentrum Dornstadt (SKB)
    - Kraftfahrausbildungszentrum Simulator Dornstadt (SKB)
    - Logistikzentrum der Bundeswehr (LogZBw) Logistische Steuerstelle 6 (SKB)
    - Sanitätsversorgungszentrum Dornstadt (ZSan)
    - weitere kleine Dienststellen

- Dunningen (weniger als 15 Dienstposten)
  - Güteprüfstelle Bundeswehr Oberndorf (AIN)

- Ellwangen (Jagst)
  - Reinhardt-Kaserne
    - Bundessprachenamt Sprachenzentrum Süd (P)
    - Bundessprachenamt V. Inspektion (P)
    - weitere Dienststellen

- Freiburg im Breisgau (weniger als 15 Dienstposten)
  - weitere kleine Dienststellen

- Friedrichshafen (weniger als 15 Dienstposten)
  - Güteprüfstelle Bundeswehr Immenstaad (AIN)
  - Güteprüfstelle Bundeswehr Friedrichshafen (AIN)

- Hardheim
  - Carl-Schurz-Kaserne
    - Stabs-/Führungsunterstützungskompanie Special Operations Component Command (H)
    - Panzerbataillon 363 (H) (ab Ende 2019)
    - weitere Dienststellen

  - Materialdepot (SKB)

- Heidelberg (weniger als 15 Dienstposten)
  - weitere kleine Dienststellen

- Immenstaad am Bodensee (weniger als 15 Dienststellen)
  - Güteprüfstelle Bundeswehr Immenstaad (AIN)

- Karlsruhe
  - Kirchfeld-Kaserne
    - Teile Bundeswehrfachschule Karlsruhe (P)
    - Flugsicherungssektor Karlsruhe (L)

  - Bundeswehrfachschule Karlsruhe (P)
  - Materiallager (SKB)
  - Teile Ausbildungszentrum CIR (CIR)[2]
  - weitere kleine Dienststellen

- Konstanz (weniger als 15 Dienstposten)
  - Güteprüfstelle Bundeswehr Immenstaad (AIN)

- Lauda-Königshofen
  - Abgesetzter Technischer Zug 247 (L)

- Laupheim
  - Kurt-Georg-Kiesinger-Kaserne
    - Hubschraubergeschwader 64 (L)
      - Fliegende Gruppe Hubschraubergeschwader 64 (L)
      - Technische Gruppe Hubschraubergeschwader 64 (L)

    - Sanitätsversorgungszentrum Laupheim (ZSan)
    - Bundeswehrfeuerwehr Flugplatz (IUD)
    - weitere kleine Dienststellen

- Mannheim
  - Liegenschaft Seckenheimer Landstraße 10–12
    - Bildungszentrum der Bundeswehr (P)
    - Hochschule des Bundes für öffentliche Verwaltung – Fachbereich Bundeswehrverwaltung (P)

  - Liegenschaft Badener Platz 4, ehem. Loretto-Kaserne (Liegenschaft wird vrsl. 2025 aufgegeben)
    - weitere Dienststellen

- Meßstetten
  - Abgesetzter Technischer Zug 249 (L)

- Müllheim
  - Robert-Schuman-Kaserne
    - Deutscher Anteil Stab Deutsch-Französische Brigade (H)
    - Deutscher Anteil Stabs- und Fernmeldekompanie Deutsch-Französische Brigade (H)
    - Deutscher Anteil Deutsch-Französisches Versorgungsbataillon (H)
    - Sanitätsversorgungszentrum Müllheim (ZSan)
    - weitere kleine Dienststellen

- Neckarzimmern
  - Materiallager (SKB)
  - Bundeswehrfeuerwehr Materialdepot (IUD)
  - weitere kleine Dienststellen

- Niederstetten
  - Hermann-Köhl-Kaserne
    - Transporthubschrauberregiment 30 (H)
    - Sanitätsversorgungszentrum Niederstetten (ZSan)
    - Bundeswehrfeuerwehr Flugplatz (IUD)
    - weitere kleine Dienststellen

  - Munitionslager Wermutshausen (SKB)

- Oberkochen (weniger als 15 Dienstposten)
  - Güteprüfstelle Bundeswehr Ulm (AIN)

- Oberndorf am Neckar (weniger als 15 Dienstposten)
  - Güteprüfstelle Bundeswehr Oberndorf (AIN)

- Pforzheim (über 70 Dienstposten)
  - Materiallager Huchenfeld (SKB), reaktiviert: 1. April 2023[3]

- Pfullendorf
  - Staufer-Kaserne, ehemals Generaloberst-von-Fritsch-Kaserne
    - Ausbildungs- und Übungszentrum Spezielle Operationen (H)
    - Spezialausbildungskompanie 209 (H)
    - Teile Ausbildungs- und Versuchszentrum Kommando Spezialkräfte (H)
    - Sanitätsversorgungszentrum Pfullendorf (ZSan)
    - Heimatschutzkompanie Linzgau[4]
    - weitere kleine Dienststellen

- Ravensburg (weniger als 15 Dienstposten)
  - weitere Dienststellen

- Schwäbisch Gmünd (weniger als 15 Dienstposten)
  - weitere kleine Dienststellen

- Setzingen
  - Munitionslager (SKB)
  - weitere kleine Dienststellen

- Stuttgart
  - Theodor-Heuss-Kaserne
    - Landeskommando Baden-Württemberg (SKB)
    - MAD-Stelle 5
    - Kompetenzzentrum Baumanagement (IUD)

  - Heilbronner Straße 188
    - Karrierecenter der Bundeswehr (P)
    - Bundesamt für das Personalmanagement der Bundeswehr – Servicezentrum Süd (P)

  - weitere kleine Dienststellen

- Stetten am kalten Markt
  - Alb-Kaserne
    - Artilleriebataillon 295 (H)
    - 2./Feldjägerregiment 3 (SKB)
    - Kampfmittelabwehrschule (H)
    - Sanitätsunterstützungszentrum Stetten am kalten Markt (ZSan)
    - Sanitätsversorgungszentrum Stetten am kalten Markt (ZSan)
    - weitere kleine Dienststellen

  - Lager Heuberg
    - Bundeswehrdienstleistungszentrum Stetten am kalten Markt
    - Bundeswehrfeuerwehr
    - Evangelisches und Katholisches Militärpfarramt
    - Feuerwehrschule der Bundeswehr
    - Heimatschutzkompanie Schwäbische Alb
    - 5./Jägerbataillon 292
    - Panzerpionierkompanie 550
    - Sanitätsstaffel Einsatz Stetten am kalten Markt (ZSan)
    - Schule ABC-Abwehr und Gesetzliche Schutzaufgaben (IUD)
    - Truppenübungsplatzkommandantur Truppenübungsplatz Heuberg (SKB)
    - weitere kleine Dienststellen

- Stockach (weniger als 15 Dienstposten)
  - Güteprüfstelle Bundeswehr Immenstaad (AIN)

- Todtnau
  - Schwarzwald-Kaserne
    - Sportfördergruppe der Bundeswehr Todtnau (SKB)
    - weitere kleine Dienststellen

- Überlingen (weniger als 15 Dienstposten)
  - Güteprüfstelle Bundeswehr Immenstaad (AIN)

- Ulm
  - Wilhelmsburg-Kaserne
    - Multinationales Kommando Operative Führung / Multinational Joint Headquarters Ulm (SKB)
    - Unterstützungsverband Multinationales Kommando Operative Führung (SKB)
    - 7./Feldjägerregiment 3 (SKB)
    - Heeresmusikkorps Ulm (SKB)
    - weitere kleine Dienststellen

  - Bleidorn-Kaserne (Liegenschaft wird vrsl. 2025 aufgegeben)
    - Bundeswehr-Dienstleistungszentrum Ulm (IUD)

  - Liegenschaft Oberer Eselsberg 40
    - Bundeswehrkrankenhaus Ulm (ZSan)
    - Bundeswehrapotheke (ZSan)

- Ummendorf (bei Biberach)
  - Instandsetzungszentrum 12 (L)
  - weitere kleine Dienststellen

- Walldürn
  - Nibelungen-Kaserne
    - Logistikbataillon 461 (SKB)
    - Sanitätsversorgungszentrum Walldürn (ZSan)
    - Heimatschutzkompanie Odenwald (na)
    - weitere kleine Dienststellen

  - Munitionsdepot Altheim (SKB)

- Weinheim (weniger als 15 Dienstposten)
  - Güteprüfstelle Bundeswehr Heidelberg (AIN)